# بید کلان
بید کلان (به لاتین: Bid-e Kalan) یک منطقهٔ مسکونی در افغانستان است که در ولسوالی یفتل پایین واقع شده‌است.